# Amica

Amica — польська міжнародна компанія, світовий виробник побутової техніки зі штаб квартирою в місті Вронкі.
Компанія виробляє холодильники, пральні і посудомийні машини, пилососи, мікрохвильові печі, електроплити, чайники, під торговими марками: «Amica», «Hansa», «CDA», «Gram», «Fagor»[джерело?].

## Історія
Amica була заснована в 1945 році під назвою «Завод опалювального обладнання Predom-Wromet» і «Фабрика кухонних виробів Wromet».
У 1980-ті роки експорт продукції здійснювався в НДР. У 1992 році компанія була приватизована і перейменована в Amica. В цьому ж році створено однойменний футбольний клуб Amica. В 1997 році отримала лістинг на Варшавській фондовій біржі.
У 2001 році Amica придбала данського конкурента «Gram Domestic», а в наступному році німецьку «Premiere Hausgeräteetechnik GmbH».
Основними ринками продажів Amica є Польща, Німеччина, Велика Британія і Скандинавія. Портфель брендів Amica Group також включає зарубіжні бренди: Gram, Hansa і CDA. Gram — це данський бренд, існує з 1901 року, придбаний компанією Amica у 2001 році і відомий в Скандинавії. Hansa — це бренд, який можна знайти на ринках Східної Європи. CDA — британський бренд, придбаний в 2015 році і визнаний у каналах дистрибуції, таких як студії кухонних меблів. У 2017 році Amica купила 60,71 % акцій Sideme SA, Societe Industrielle d Equipement Moderne, одного з дистриб'юторів побутової техніки у Франції. Після покупки 39,29 % акцій в серпні 2015 року Amica вже володіє 100 % акцій Sideme. Загальна ціна купівлі всіх акцій французької компанії склала 5,4 млн євро і фінансувалася за рахунок власних коштів.
У 2010 році Samsung Electronics купив два заводи «Amica» в польських містах Познань і Вронкі, на яких виготовляються холодильники і пральні машин.